# Julius Köckert

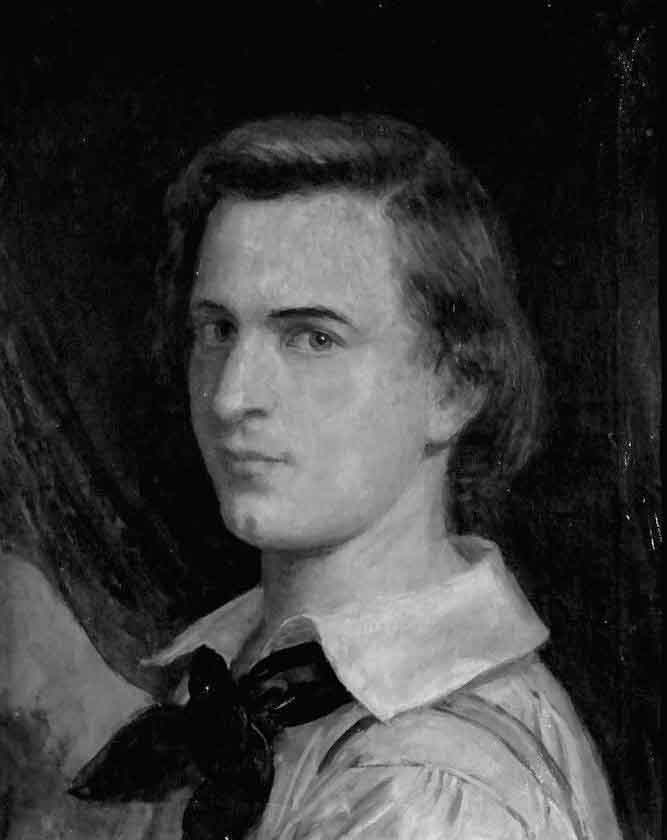
Julius Köckert

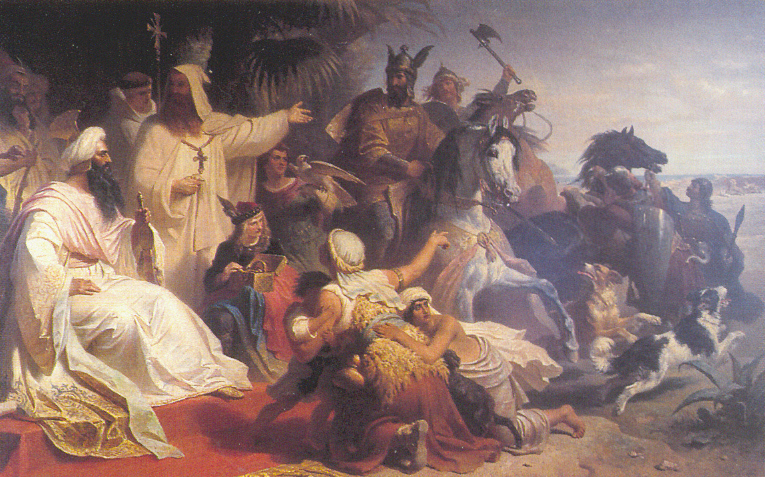
Julius Köckert: Harun al Raschid empfängt die Gesandten Karls des Großen 768, 1864

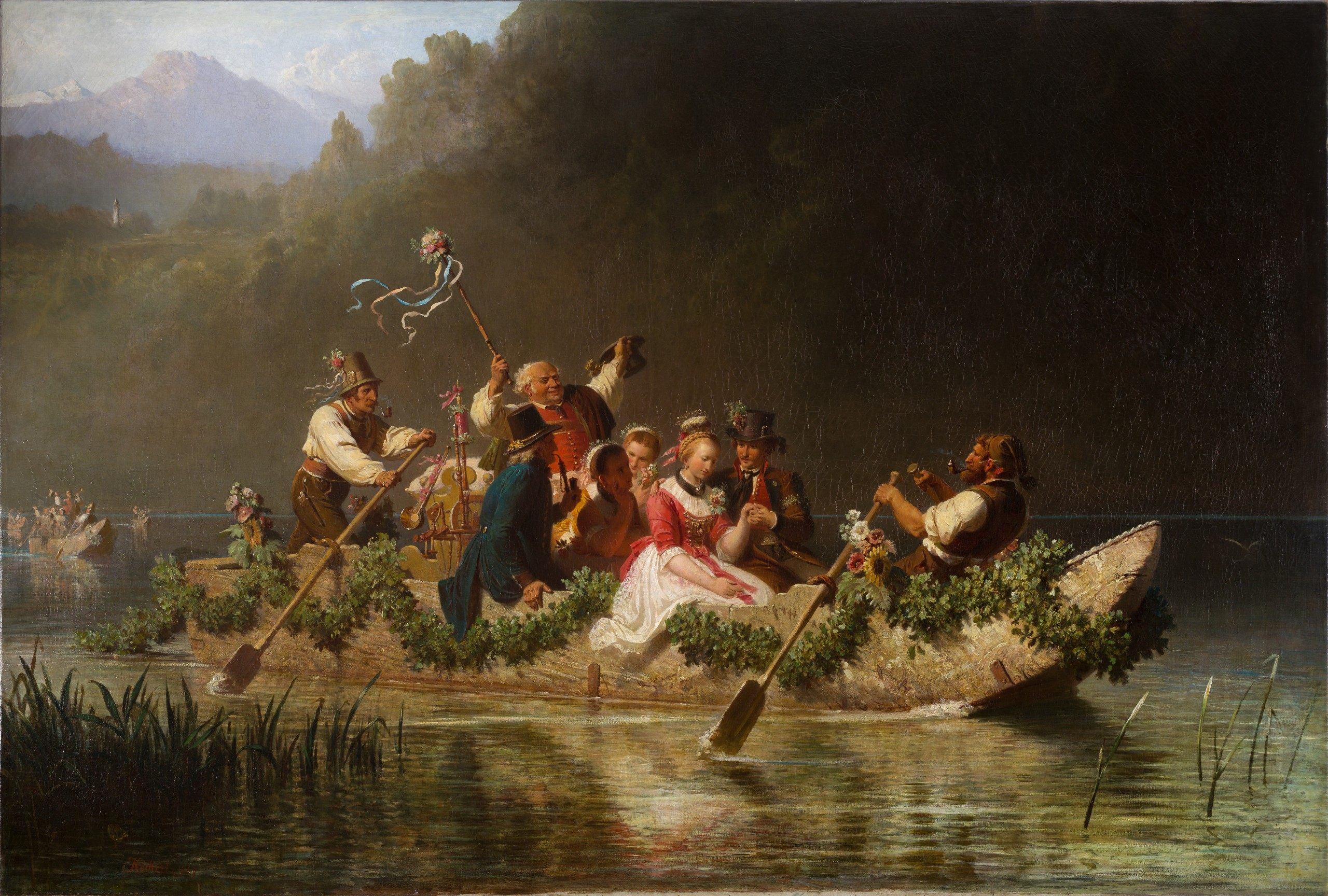
Julius Köckert: Hochzeitszug auf einem bayerischen Gebirgssee, 1867

Julius Köckert (* 5. Juni 1827 in Leipzig; † 21. November 1918 in München) war ein deutscher  Landschafts-, Genre- und Historienmaler der Münchner Schule.

## Leben
Der Sohn von Gustav und Philippine Köckert erhielt seine erste malerische Ausbildung in Koblenz und Köln. Seit 1843 war Köckert Schüler von Christian Ruben an der Akademie der Bildenden Künste Prag. Nach der Schließung der Akademie nach dem Prager Pfingstaufstand 1848 zog Köckert mit seiner Familie nach München.
Ludwig I. von Bayern wurde sein Auftraggeber und ein Unterstützer seiner Kunst. Köckert schuf 1864 das große Ölbild Harun al Raschid empfängt die Gesandten Karls des Großen 768 für das Maximilianeum und 1865 historische Wandgemälde im Bayerischen Nationalmuseum. Zweimal war Köckert auch im Auftrag Wilhelm von Kaulbachs tätig. Dieser übertrug ihm sowohl die Ausführung seines Entwurfs der Schlacht bei Salamis als auch die seines Freskos Otto III. in der Gruft Karls des Großen im Germanischen Nationalmuseum in Nürnberg.
Einer breiten Öffentlichkeit war Köckert durch seine Genrebilder bekannt. Der Anstoß für Köckert, schon bald nach seiner Ankunft in Bayern die Fraueninsel im Chiemsee zu besuchen, ging von Ruben aus, dessen Frau von der Insel stammte. Bereits 1849/50 hatte er sein erstes figurenreiches Bild vom Chiemsee geschaffen, das die aus Bayern stammende Erzherzogin Sophie von Österreich erwarb. Besonders bekannt wurde Köckert durch die von ihm öfter gemalte Hochzeitsfahrt auf dem Chiemsee, die auch durch Stich- und Holzschnittreproduktionen verbreitet wurde. Prinzregent Luitpold erstand später ein Erntebild Köckerts. Köckert wird aufgrund der Genrebilder der Gruppe der Chiemseemaler zugeordnet.
Um die Jahrhundertwende wurde Köckert durch ein Augenleiden beeinträchtigt. Nach erfolgreicher Operation konnte er wieder arbeiten und beschäftigte sich mit großen historischen Entwürfen, zu deren Ausführung es jedoch nicht mehr kam.  Er starb am 21. November 1918 in München.